# William Ling
Pour les articles homonymes, voir Ling.
William Ling, né le 1er août 1908 à Hemel Hempstead et mort le 8 mai 1984 au Nouveau-Brunswick (Canada), était un arbitre anglais de football, connu pour avoir arbitré la finale de la Coupe du monde 1954 entre la Hongrie et la RFA. Il suscita une controverse lors de la finale, car il signala un hors-jeu inexistant à la 86e minute de Ferenc Puskás, ce qui aurait pu permettre l'égalisation à 3 buts partout et d'aller en prolongation.

## Carrière
Il a officié dans des compétitions majeures : 
- JO 1948 (3 matchs dont la finale)
- Coupe d'Angleterre de football 1950-1951 (finale)
- JO 1952 (2 matchs)
- Coupe du monde de football de 1954 (2 matchs dont la finale)